# Università di Tuzla
L'Università di Tuzla (in bosniaco Univerzitet u Tuzli) è una università pubblica della Bosnia ed Erzegovina, situata nella città di Tuzla. Fondata nel 1958, divenne un'università a tutti gli effetti nel 1976. L'ateneo fa parte del Balkan Universities Association, istituito con lo scopo di promuovere la cooperazione e l'implementazione del processo di Bologna negli istituti universitari dei Balcani.

## Storia
L'istituzione fu avviata come scuola mineraria nel 1958. Nel 1959 fu aperta la facoltà di ingegneria chimica come distaccamento dell'università di Sarajevo, che all'epoca contava 159 studenti. Nel 1960 la scuola mineraria si evolse nella facoltà di ingegneria mineraria e man mano si allargò a nuove facoltà. Nel 1976 fu infine designata come istituto di istruzione superiore indipendente.

## Organizzazione
L'università comprende 15 facoltà e accademie:
- Scuola di medicina (4 anni)
- Business school
- Accademia di arte drammatica
- Facoltà di giurisprudenza
- Facoltà dell'educazione e riabilitazione
- Facoltà di economia
- Facoltà di ingegneria elettrica
- Facoltà di ingegneria meccanica
- Facoltà di ingegneria chimica e biotecnologia
- Facoltà mineraria, di geologia ed ingegneria civile
- Facoltà di medicina (6 anni)
- Facoltà di scienze naturali e matematica
- Facoltà di filosofia
- Facoltà di farmacia
- Facoltà dello sport ed educazione fisica
- Facoltà di tecnologia

## Sport
Negli anni 2000 è stata istituita una squadra di pallacanestro, la KK Student Tuzla, che attualmente milita nella lega A1 (seconda divisione) in Bosnia ed Erzegovina.